# Кендрик (Ајдахо)
Кендрик (енгл. Kendrick) град је у америчкој савезној држави Ајдахо.

## Демографија
По попису из 2010. године број становника је 303, што је 66 (-17,9%) становника мање него 2000. године.
| Група             | 2000.       | 2010.       |
| Белци             | 347 (94,0%) | 287 (94,7%) |
| Афроамериканци    | 2 (0,5%)    | 0 (0,0%)    |
| Азијати           | 0 (0,0%)    | 0 (0,0%)    |
| Хиспаноамериканци | 11 (3,0%)   | 7 (2,3%)    |
| Укупно            | 369         | 303         |